# Alaksandr Łasiakin
Alaksandr Michajławicz Łasiakin (biał. Аляксандр Міхайлавіч Ласякін, ros. Александр Михайлович Лосякин, Aleksandr Michajłowicz Łosiakin; ur. 21 lipca 1957 w Nowej Bielicy w rejonie sieneńskim) – białoruski nauczyciel, menedżer, prawnik i polityk, w latach 2008–2012 deputowany do Izby Reprezentantów Zgromadzenia Narodowego Republiki Białorusi IV kadencji.

## Życiorys
Urodził się 21 lipca 1957 roku we wsi Nowa Bielica, w rejonie sieneńskim obwodu witebskiego Białoruskiej SRR, ZSRR. Ukończył Witebski Państwowy Instytut Pedagogiczny, uzyskując wykształcenie nauczyciela matematyki, Międzynarodowy Instytut Managementu (MIM-Biełaruś), uzyskując wykształcenie menedżera w dziedzinie zagranicznej działalności gospodarczej i Witebski Uniwersytet Państwowy, uzyskując wykształcenie prawnika. Pracował jako dyrektor Hlebowskiej szkoły ośmioletniej, pierwszy sekretarz Sieneńskiego Komitetu Rejonowego Leninowskiego Komunistycznego Związku Młodzieży Białorusi (LKZMB), kierownik wydziału propagandy i pracy kulturalno-masowej w Witebskim Komitecie Obwodowym LKZMB, dyrektor Szkoły Zawodowo-Technicznej Nr 147 w Witebsku, Witebskiego Koledżu Zawodowo-Technicznego i Witebskiego Państwowego Koledżu Technologicznego.
27 października 2008 roku został deputowanym do Izby Reprezentantów Zgromadzenia Narodowego Republiki Białorusi IV kadencji z Witebskiego-Kastrycznickiego Okręgu Wyborczego Nr 20. Pełnił w niej funkcję członka Stałej Komisji ds. Oświaty, Kultury, Nauki i Postępu Naukowo-Technicznego. Od 13 listopada 2008 roku był członkiem Narodowej Grupy Republiki Białorusi w Unii Międzyparlamentarnej. W 2016 roku został członkiem Centralnej Komisji Wyborczej.

## Odznaczenia
- Medal „Za Zasługi w Pracy”[1].

## Sankcje z UE, USA i innych krajów
2 października 2020 roku został wpisany na „Czarną listę Unii Europejskiej”. W uzasadnieniu nałożenia sankcji zauważono, że Łasiakin jako członek Centralnej Komisji Wyborczej jest odpowiedzialny za nieprzestrzeganie przez CKW podstawowych standardów międzynarodowych: uczciwości i przejrzystości oraz i fałszowanie wyników wyborów prezydenckich w 2020 roku. Jako członek kolegium CKW Łasiakin także jest odpowiedzialny za poważne nadużycia, których komisja ta dopuszczała się podczas wyborów: bezpodstawne odrzucenie niektórych kandydatów opozycji oraz za nałożenie nieproporcjonalnych ograniczeń na obserwatorów w lokalach wyborczych, podczas gdy CKW zadbała również o to, by członków nadzorowanych przez nią komisji wyborczych dobierano w sposób stronniczy. Albania, Islandia, Liechtenstein, Norwegia, Macedonia Północna, Czarnogóra i Ukraina przystąpiły do sankcji UE 20 listopada 2020 roku. Z tego powodu Łasiakin został wpisany na listach sankcyjnych Szwajcarii, Wielkiej Brytanii i Kanady. 
21 czerwca 2021 roku Łasiakin także został wpisany na listę sankcji Specially Designated Nationals and Blocked Persons List USA.

## Życie prywatne
Alaksandr Łosiakin jest żonaty, ma syn i córkę.